# Prvenstvo Jugoslavije u ragbiju 1959.
Prvenstvo Jugoslavije u ragbiju za 1959. godinu je osvojila momčad Partizan iz Beograda. Igrano je po pravilima rugby leaguea.

## Ljestvica
| poz. | klub              | ut. | pob. | rem. | por. | poeni | bod. |
| ---- | ----------------- | --- | ---- | ---- | ---- | ----- | ---- |
| 1.   | Partizan Beograd  | 3   | 2    | 1    | 0    | 52:27 | 5    |
| 2.   | Jedinstvo Pančevo | 3   | 2    | 1    | 0    | 52:32 | 5    |
| 3.   | Mladost Zagreb    | 3   | 1    | 0    | 2    | 40:43 | 2    |
| 4.   | Zmaj Zemun        | 3   | 0    | 0    | 3    | 22:64 | 0    |